# Firbeix
Firbeix är en kommun i departementet Dordogne i regionen Nouvelle-Aquitaine i sydvästra Frankrike. Kommunen ligger i kantonen Saint-Pardoux-la-Rivière som tillhör arrondissementet Nontron. År 2022 hade Firbeix 298 invånare.

## Befolkningsutveckling
Antalet invånare i kommunen Firbeix
Referens:INSEE